# William Holmes (cyclisme)
Pour les articles homonymes, voir Holmes.
William Holmes, né le 14 janvier 1936 à Kingston upon Hull, est un coureur cycliste britannique. Il a participé aux Jeux olympiques de 1956 et de 1960. En 1956, il est quatorzième de la course sur route. Avec Alan Jackson et Arthur Brittain, respectivement médaillé de bronze et sixième de cette course, il obtient la médaille d'argent de la course par équipes. En 1960, il est quatorzième du contre-la-montre par équipes et trente-septième de la course sur route. Vainqueur de la Milk Race en 1961, il en remporte le classement par points en 1960 et 1962. Il est coureur professionnel de 1963 à 1968.

## Palmarès
- 1956
  -  Médaillé d'argent de la course par équipes des Jeux olympiques
- 1957
  - 3e du championnat de Grande-Bretagne de course de côte
- 1958
  - 3e du championnat de Grande-Bretagne de course de côte
- 1960
  - Archer Grand Prix
  - 7e et 8e étapes de la Milk Race
  - 2e de la Milk Race
- 1961
  - Classement général de la Milk Race
- 1962
  - 2e de la Milk Race